# Антабка
Анта́бка, анта́ба (від нім. Handhabe — Hand («рука») + habe («маю»); англ. sling swivel) — скоба, кільце з шарніром (болтом) у гвинтівки, автомата, ручного кулемета, у яку просувається ремінь, призначений для їхнього носіння. На револьверах та деяких пістолетах (напр. на пістолеті «Маузер») антабка — кільце з шарніром на руків'ї, яка слугує для прив'язування шнура.

## Способи закріплення антабки
На гвинтівках, кулеметах, автоматах дві антабки — верхня та нижня. На гвинтівці Мосіна верхня зазвичай прикріплювалася до верхнього ложевого кільця (іноді була зроблена з ним одним цілим), нижня — до особливого шурупа прикладу, спускової скоби або натягалася на шарнірний прогонич, що проходить крізь косинець магазинної коробки. Іноді на рушницях із дерев'яними ложами замість антабок для протягання ременя просвердлюють отвори у ложі та зміцнюють їх металевими «вічками» (напр. так було на козацькому та драгунському варіантах «трьохлінійки», карабіні Мосіна).

## Галерея

Розташування антабок на зброї
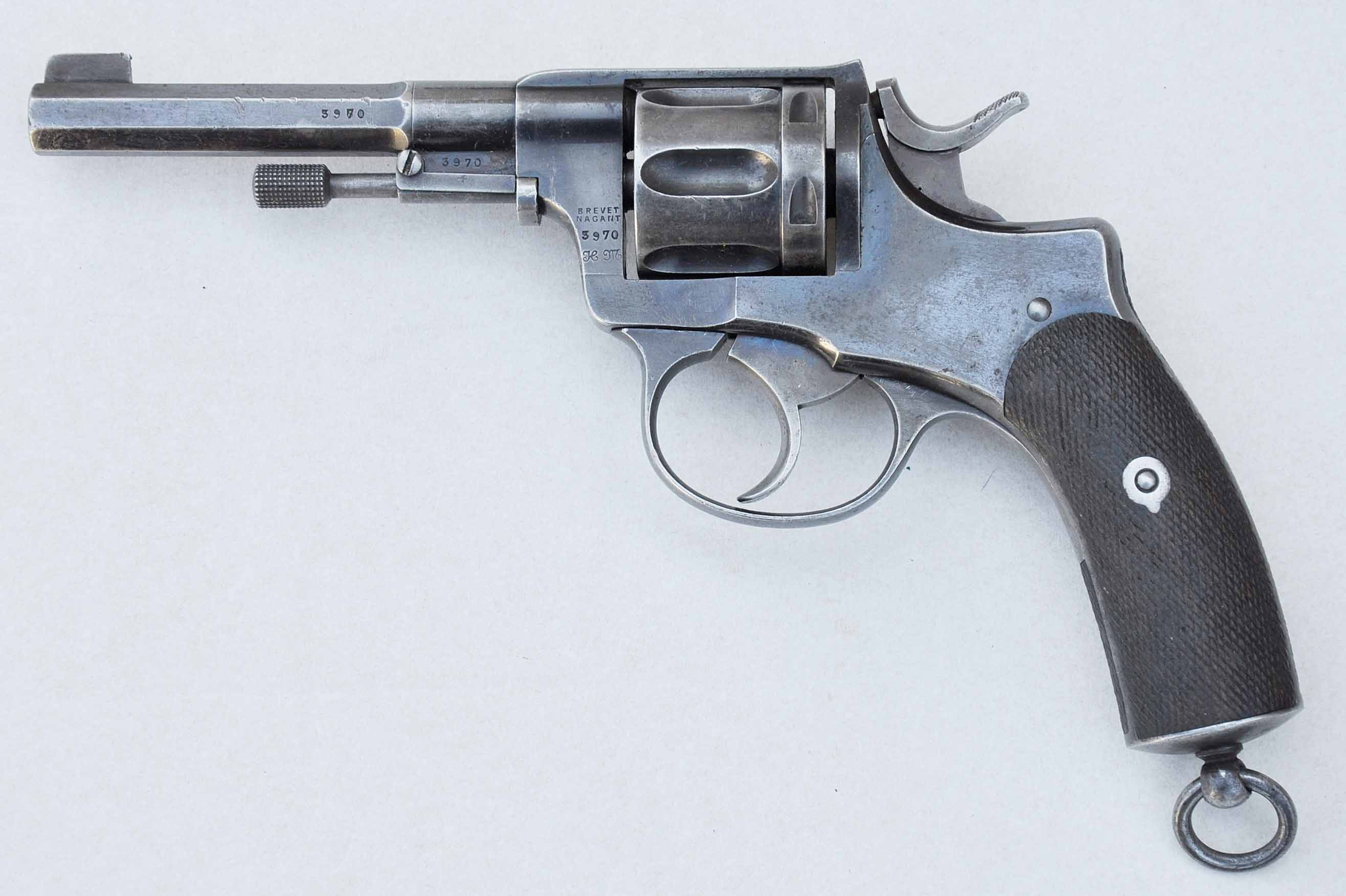
Антабка в револьвера Нагана 1895
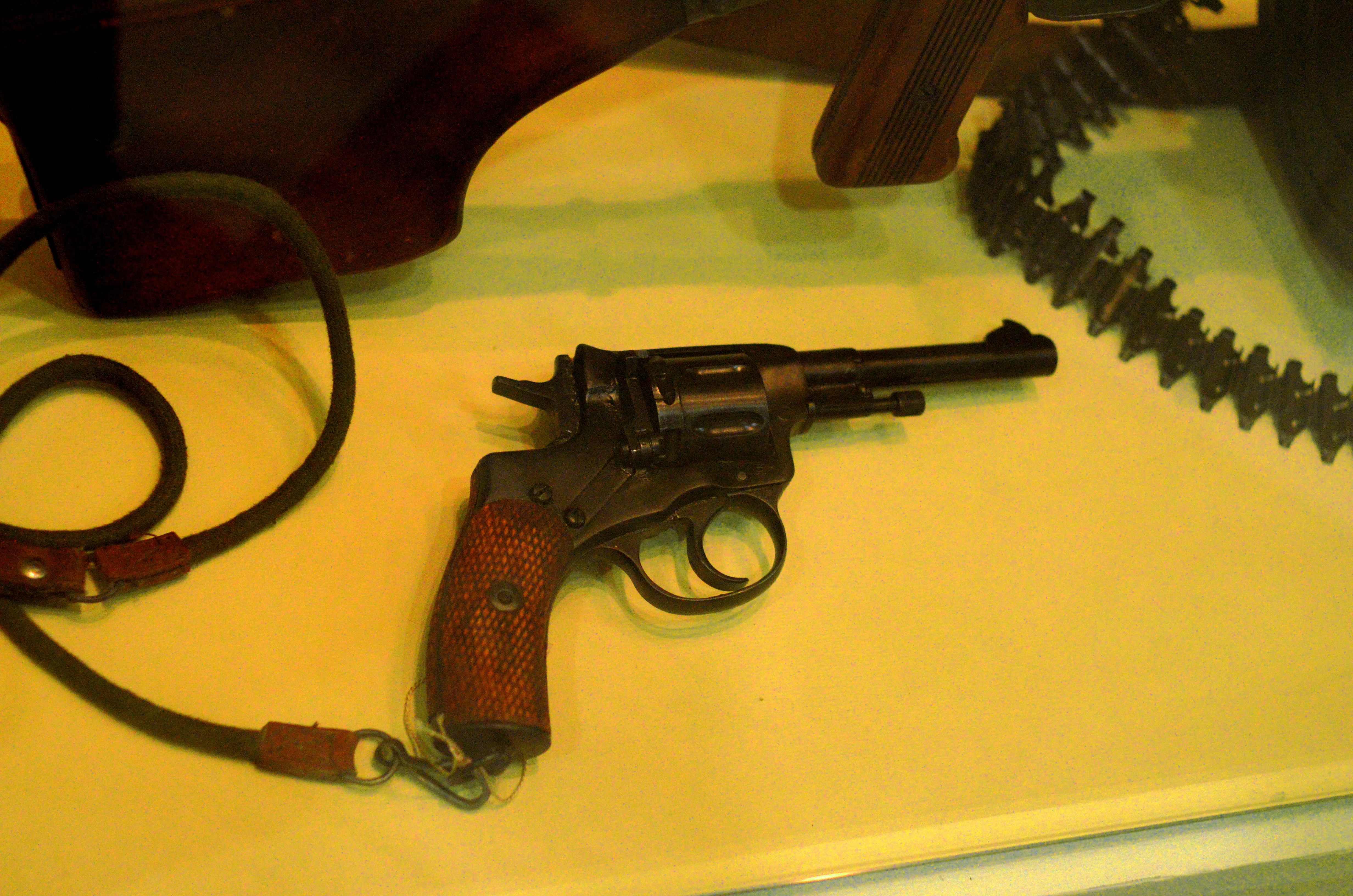
Револьвер Нагана з ременем на антабці
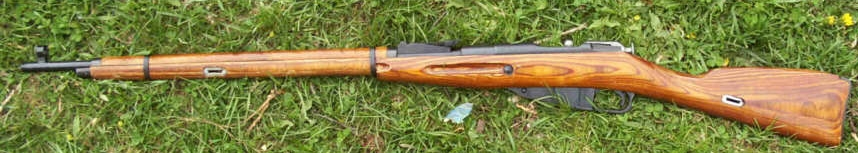
Гвинтівка Мосіна з отворами для антабок
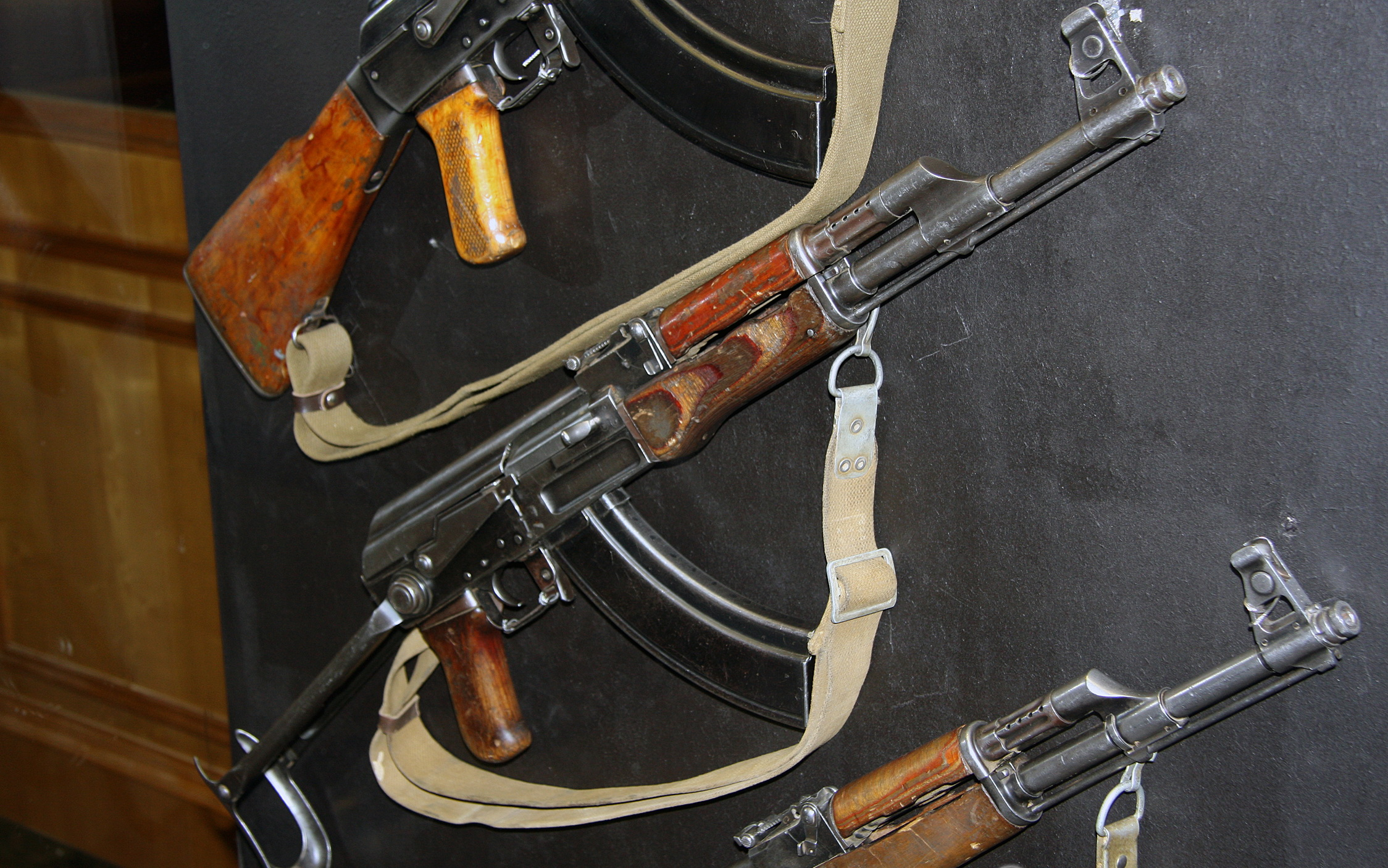
На автоматах Калашникова з різними типами прикладів
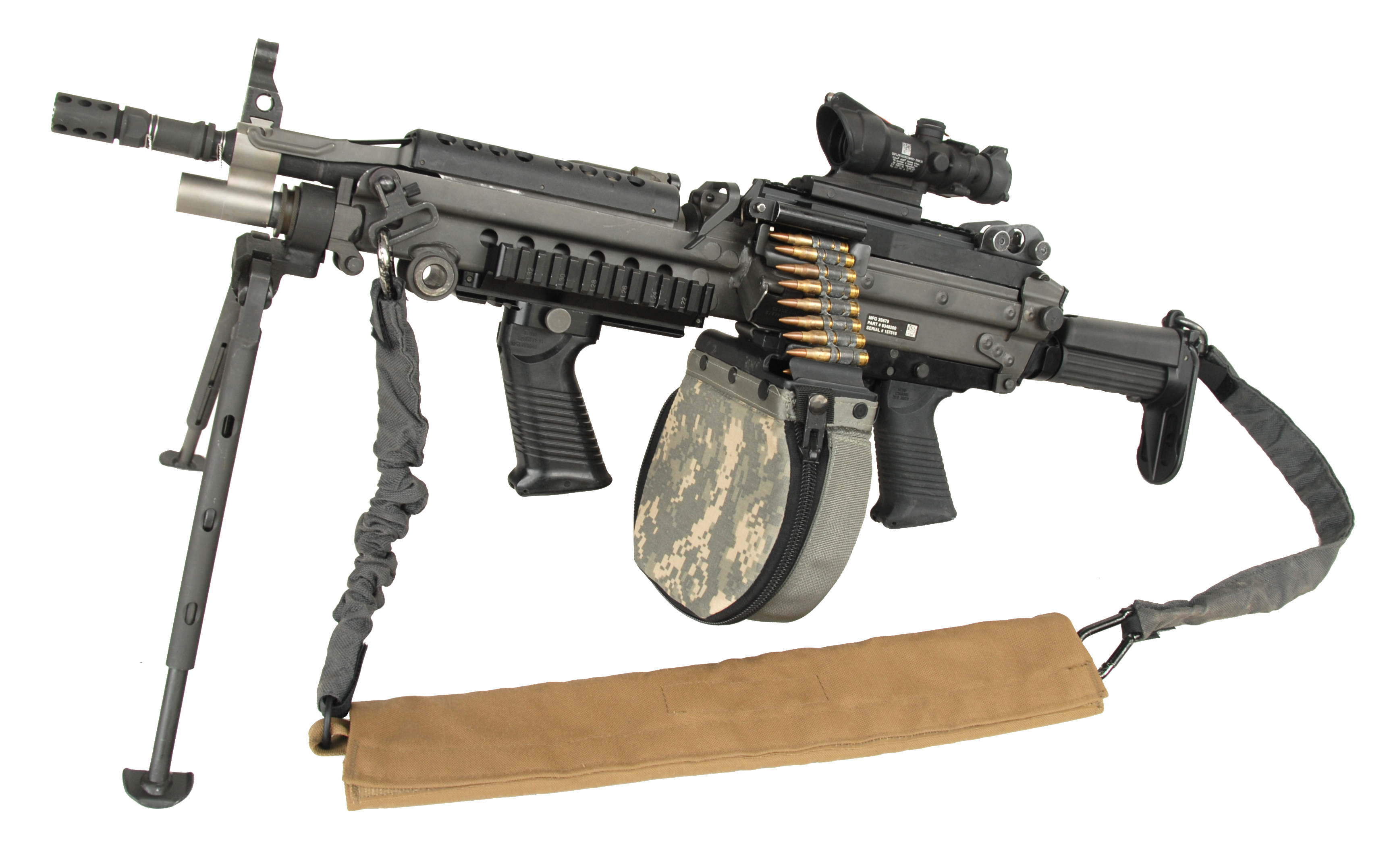
На американському кулеметі M249 (2010)
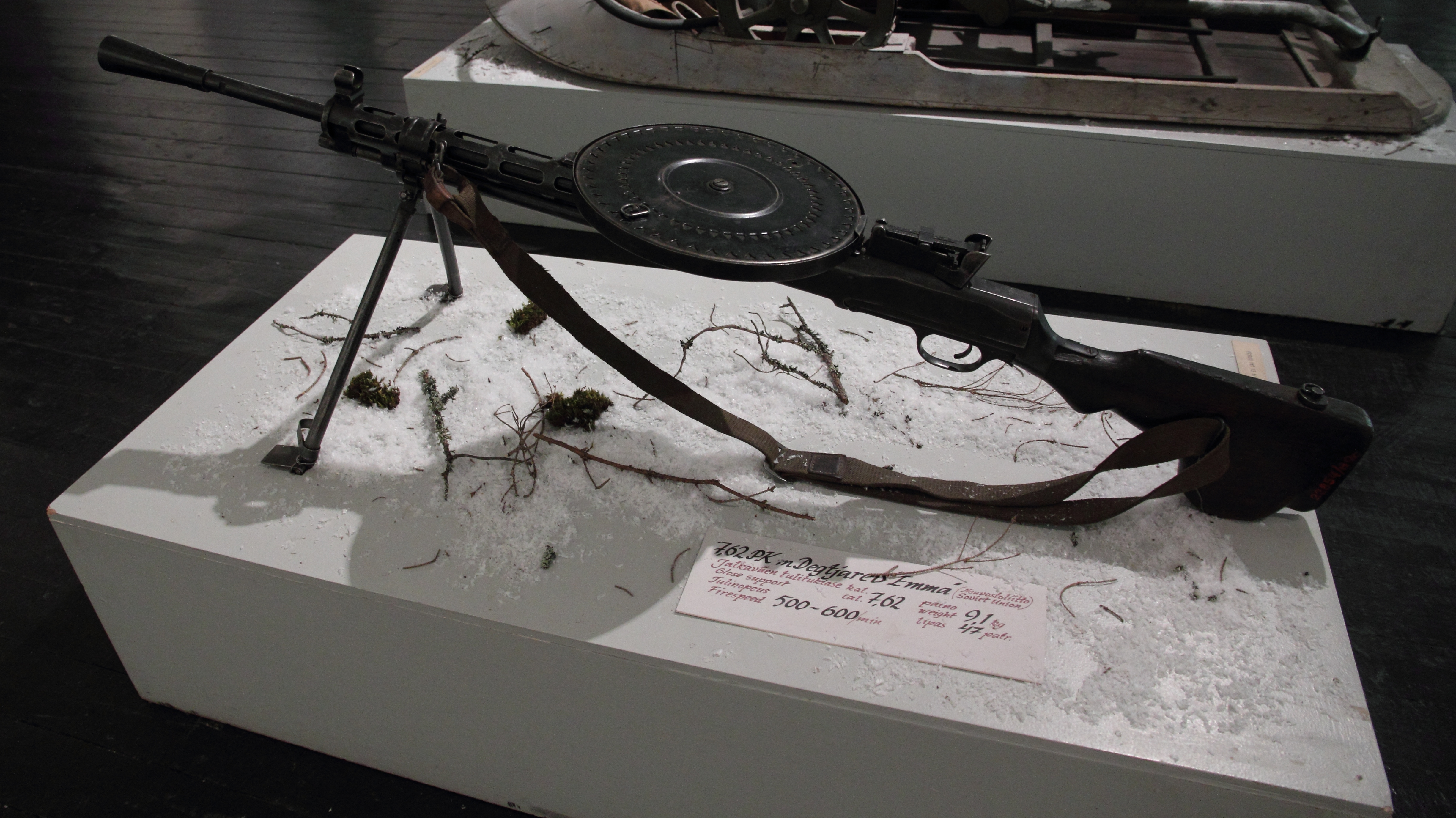
На кулеметі Дегтярьова 1944